# Niedertaufkirchen
Niedertaufkirchen – miejscowość i gmina w Niemczech, w kraju związkowym Bawaria, w rejencji Górna Bawaria, w regionie Südostoberbayern, w powiecie Mühldorf am Inn, wchodzi w skład wspólnoty administracyjnej Rohrbach. Leży około 10 km na północ od Mühldorf am Inn, przy drodze B299.

## Demografia
| Rok  | Liczba mieszk. |
| ---- | -------------- |
| 1970 | 1 188          |
| 1987 | 1 083          |
| 2000 | 1 267          |
| 2005 | 1 346          |

### Struktura wiekowa
Dane o ludności z 31 grudnia 2008:
| Opis                                | Ogółem | Ogółem | Kobiety | Kobiety | Mężczyźni | Mężczyźni |
| ----------------------------------- | ------ | ------ | ------- | ------- | --------- | --------- |
| Jednostka                           | osób   | %      | osób    | %       | osób      | %         |
| Populacja                           | 1325   | 100    | 606     | 45,74   | 719       | 54,26     |
| Wiek przedprodukcyjny (0–17 lat)    | 246    | 18,57  | 103     | 7,77    | 143       | 10,79     |
| Wiek produkcyjny (18–65 lat)        | 861    | 64,98  | 390     | 29,43   | 471       | 35,55     |
| Wiek poprodukcyjny (powyżej 65 lat) | 218    | 16,45  | 113     | 8,53    | 105       | 7,92      |

## Polityka
Wójtem gminy jest Sebastian Winkler, rada gminy składa się z 12 osób.
|      | FWGR | FWG | FWG/FWGR | Razem |
| 2008 | –    | –   | 12       | 12    |
| 2002 | 3    | 9   | –        | 12    |

## Oświata
W gminie znajduje się przedszkole (50 miejsc).